# Ambrogio Colombo (ciclista)
Ambrogio Colombo (San Vittore Olona, 6 maggio 1940) è un ex ciclista su strada italiano professionista dall'ottobre 1963 al 1968. È figlio del corridore Luigi Macchi e padre del professionista Gabriele.

## Piazzamenti

### Grandi Giri
- Giro d'Italia

1964: 28º
- Tour de France

1965: 78º

### Classiche monumento
- Milano-Sanremo

1964: 67º
1965: 34º
1966: 55º
- Giro di Lombardia

1963: 43º
1965: 29º